# Pseudina
Pseudina là một chi bướm đêm thuộc họ Noctuidae.